# إيه سي-47 سبوكي
دوغلاس إيه سي-47 سبوكي (بالإنجليزية: Douglas AC-47 Spooky)‏ ولقبت بـ باف ذا ماجيك دراغون (Puff the Magic Dragon) وهي أول طائرة من سلسلة الطائرات المسلحة (Gunships) تم تطويرها للقوات الجوية الأمريكية خلال حرب فيتنام. وكانت الطائرات الهجوم الأرضي الخفيفة والمتوسطة لاتحوي قوة تدمير كافية للمساندة الجوية، ولذلك تم تحويل طائرة سي-47 سكايتراين إلى طائرة مسلحة وأعيد تسميتها إلى إيه سي-47 سبوكي.

## التصميم
تم تحويل طائرة سي-47 سكايتراين (والتي كانت مطورة من طائرة دوغلاس دي سي - 3) إلى إيه سي-47 سبوكي والتي تم تعديلها بتركيب أسلحة مينيغان (Multi-barrel machine gun Minigun) من شركة جنرال إلكتريك بعيار 7.62 ميليمتر، متمركزة على النافذتين الخلفيتين وباب الحمولات من جانب الطيار. وكانت هذه الأسلحة بسيطرت الطيار، إما تطلق مع بعضها أو بانفراد. وعلى الرغم من وجود أفراد متخصصين بالأسلحة، كان عملهم صيانة الأسلحة ووتعبئة الذخيرة، وليس استخدامها. وكان دَورها الأولي هو الدعم الجوي القريب للمشاة القوات الأمريكية وجنوب فيتنام. وتقوم بالتحليق حول الهدف أحيانا لساعات. وكانت تحلّق الطائرة فوقة مساحة إهليلجة بقطر قدره 52 يارد، وترمي النيران بمسافة قدرها 3.2 يارد خلال 3 ثواني.
وكانت تحمل ما يقارب 24,000 طلقة، وهذا ما جعلها غير محبوبة من عند من يتلق الطلقات، ومحبوبة جدا عند المشات الداعمة لهم (ولذلك لقبت بـباف ذا ماجيك دراغون (Puff the Magic Dragon) من قبل المشات). وكذلك احتوت على قنابل مضيئة لتنير ساحة المعركة في الليل. وبسبب هيكلها القديم كانت الطائرة قابلة للعطب السريع من قبل النيران الأرضية.
عندما تم إدراج هذه الطائرة في الخدمة لم يوجد أي طائرة من هذا النوع من قبل لتكون معيران للناجاح هذه الطائرة. وعندما إزداد الطلب على هذه الطائرة، وجدت القوات الجوية الأمريكية نفسها في موقف حرج. فهي لم تملك أسلحة مينيغان تكفي للطائرات الجديدة بعد تحويل الطائرتين الأول. فإستُخدم عشرة رشاشات إيه إم/إم 2 بعيار 7.62 ميليمتر. لوحظ على الفور أن هذه الأسلحة، التي كانت تستخدم ذخيرة من الحرب العالمية الثانية وحرب كورية, كانت تتعطل بسرعة، وتتوسخ بسهولة من غبار إطلاق النار، وأنه لا تأمن كثافة نيران كافية مثل مينيغان على الرغم من استخدام 10 منها. وعند الحصول المزيد من أسلحة مينيغان تم تركبه بدلا من الرشاشات الموجودة في الطائرات الأربع. وكانت معدات تثبيت الأسلحة المستخدمة هي إس إس يو-11/إيه إيه مركبة على مطية مفبركة لاستخدام كطائرة مسلحة. ولاحقا تم صنع إم إكس يو-470/إيه كمطية مسخرة للمينيغان من قبل شركة إميرسون للكهرباء (Emerson Electric Company), لتبدل إس إس يو-11/إيه إيه ولاحقا تم استخدامها للطائرات المسلّحة الأجدد.

## المستخدمون

### المستخدمون الحاليون
- كولومبيا
  - القوات الجوية الكولومبية
- السلفادور
  - القوات إلسلفادور الجوية
- تايلاند
  - القوات الجوية الملكية التايلندية

### المستخدمون السابقون
- كمبوديا
  - القوات الجوية الملكية الكمبودية
- لاوس
  - القوات اللاوية الملكية
- روديزية
  - القوات الجوية الملكية الروديزية
- جنوب إفريقيا
  - قوات جنوب أفريقيا الجوية
- فيتنام الجنوبية
  - القوات الجوية الفيتنامية
- الولايات المتحدة
  - القوات الجوية الأمريكية

## مواصفات (بي سي-6 بي2)
الخصائص العامة
- الطول:  ()
- باع الجناح:  ()
- الارتفاع:  ()

الأداء

## اقرأ أيضا
- فيرتشايلد إيه سي-119
- لوكهيد إيه سي-130